# Fusa
Gmina Fusa (norw. Fusa kommune) – norweska gmina leżąca w regionie Hordaland. Jej siedzibą jest miasto Eikelandsosen.
Fusa jest 247. norweską gminą pod względem powierzchni.

## Demografia
Według danych z roku 2005 gminę zamieszkuje 3709 osób. Gęstość zaludnienia wynosi 9,79 os./km². Pod względem zaludnienia Fusa zajmuje 241. miejsce wśród norweskich gmin.
| ludność stan na 1 stycznia 2005 |         |           |       |
|                                 | kobiety | mężczyźni | razem |
| osób                            | 1880    | 1829      | 3709  |
| %                               | 50,69%  | 49,31%    | 100%  |

| wykształcenie stan na 1 października 2004 |            |         |        |          |
|                                           | podstawowe | średnie | wyższe | nieznane |
| osób                                      | 579        | 1784    | 487    | 39       |
| %                                         | 20,04%     | 61,75%  | 16,86% | 1,35%    |

## Edukacja
Według danych z 1 października 2004:
- liczba szkół podstawowych (norw. grunnskolar): 8
- liczba uczniów szkół podst.: 518

## Władze gminy
Według danych na rok 2011 administratorem gminy (norw. rådmann) jest Berit Fløisand, natomiast burmistrzem (norw. ordfører, d. borgermester) jest Hans S. Vindenes.